# Lista de rios da Guatemala
Esta é uma lista de rios da Guatemala.

## Dabacia hidrográfica
Esta lista está organizada por bacia hidrográfica, com respectivos afluentes recuado sob o nome de cada fluxo maior.

### Golfo do México
- Rio Grijalva (México)
  - Rio Usumacinta
    - San Pedro
    - Rio Lacantún (México)
      - Rio Xalbal (Xaclbal  )
      - Rio Ixcán

    - Rio La Pasión (Río de la Pasión)
      - San Juan
      - Rio Machaquila
      - Rio Cancuén

    - Salinas
      - Rio Chixoy (Río Negro)
        - Rio Salamá

      - Rio San Román

  - Rio Seleguá
    - Rio Nentón

  - Rio Cuilco
    - Rio Cabajchum
      - Rio Tzalá

    - Rio Las Manzanas
      - Rio Blanco (San Marcos)

### Golfo de Honduras
- Hondo (Río Azul)
- Rio Belize (Belize)
  - Rio Mopan
- Rio Moho
- Rio Sarstoon (Rio Sarstún)
- Rio Dulce
  - Rio Chocón Machacas
  - Lago de Izabal
    - Rio Polochic
      - Rio Cahabón
- Rio Motagua
  - Río Grande de Zacapa
    - Rio Jupilingo

  - Rio Las Vacas
  - Rio Jalapa

### Oceano pacífico
- Rio Suchiate 
  - Rio Petacalapa
- Rio Naranjo
  - Rio Chisna
- Rio Ocosito
  - Rio Nil
- Rio Samalá
  - Rio El Tambor
    - Rio Nima I

  - Rio Oc
- Rio Icán
  - Rio Sís
- Rio Nahualate
  - Rio Ixtacapa
  - Rio Siguacán
- Rio Madre Vieja
- Rio Coyolate
  - Rio Xaya
  - Rio San Crostobal
    - Rio Pantaleón
- Rio Acomé
- Rio Achiguate
- Rio María Linda
  - Rio Michatoya
    - Lago de Amatitlán
      - Rio Villalobos
- Rio Los Esclavos
- Rio Paz
- Rio Lempa
  - Rio Ostúa

- Rio Poxte